# Katholieke Kerk in Tanzania

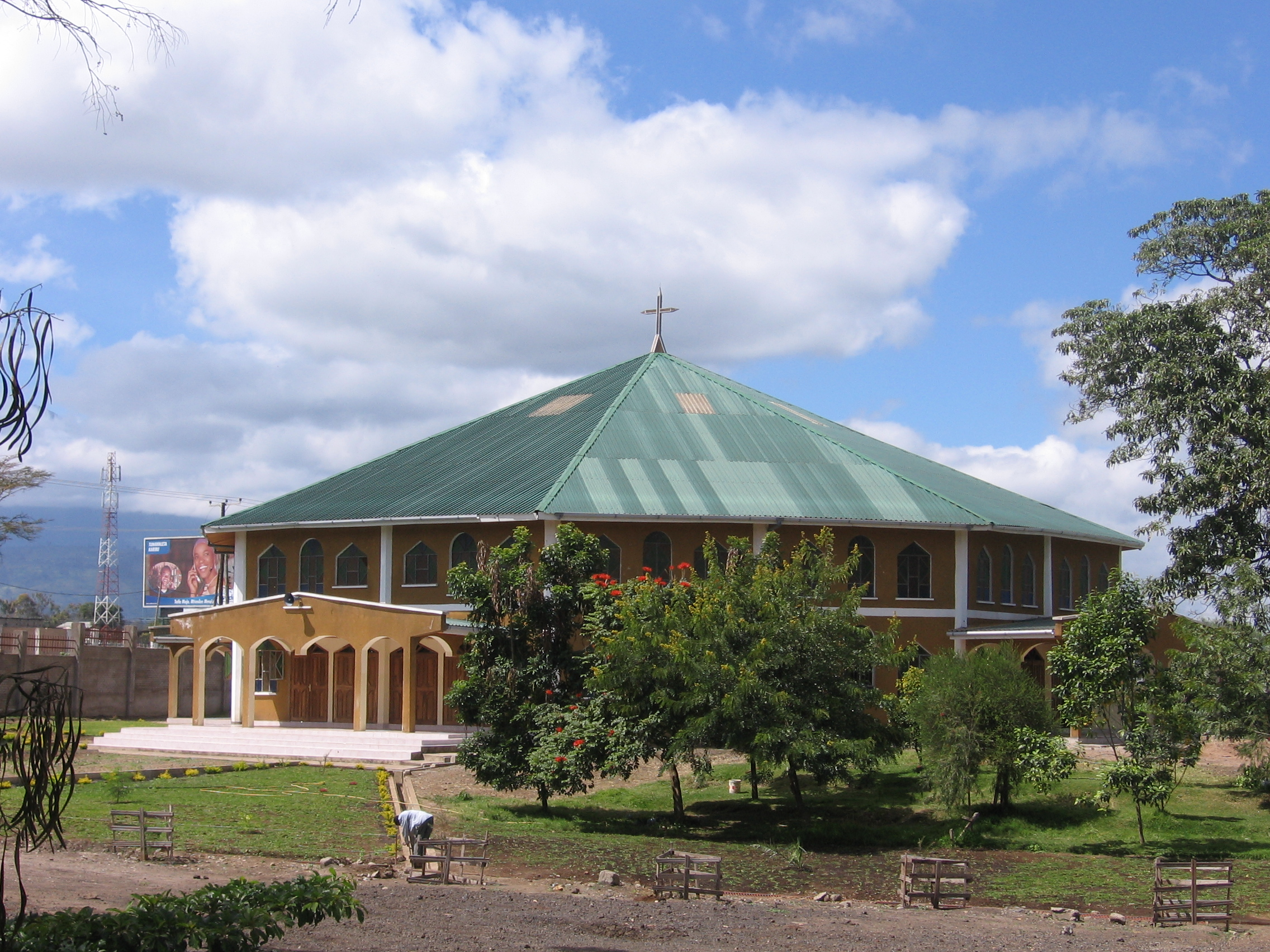
Kathedraal van Arusha

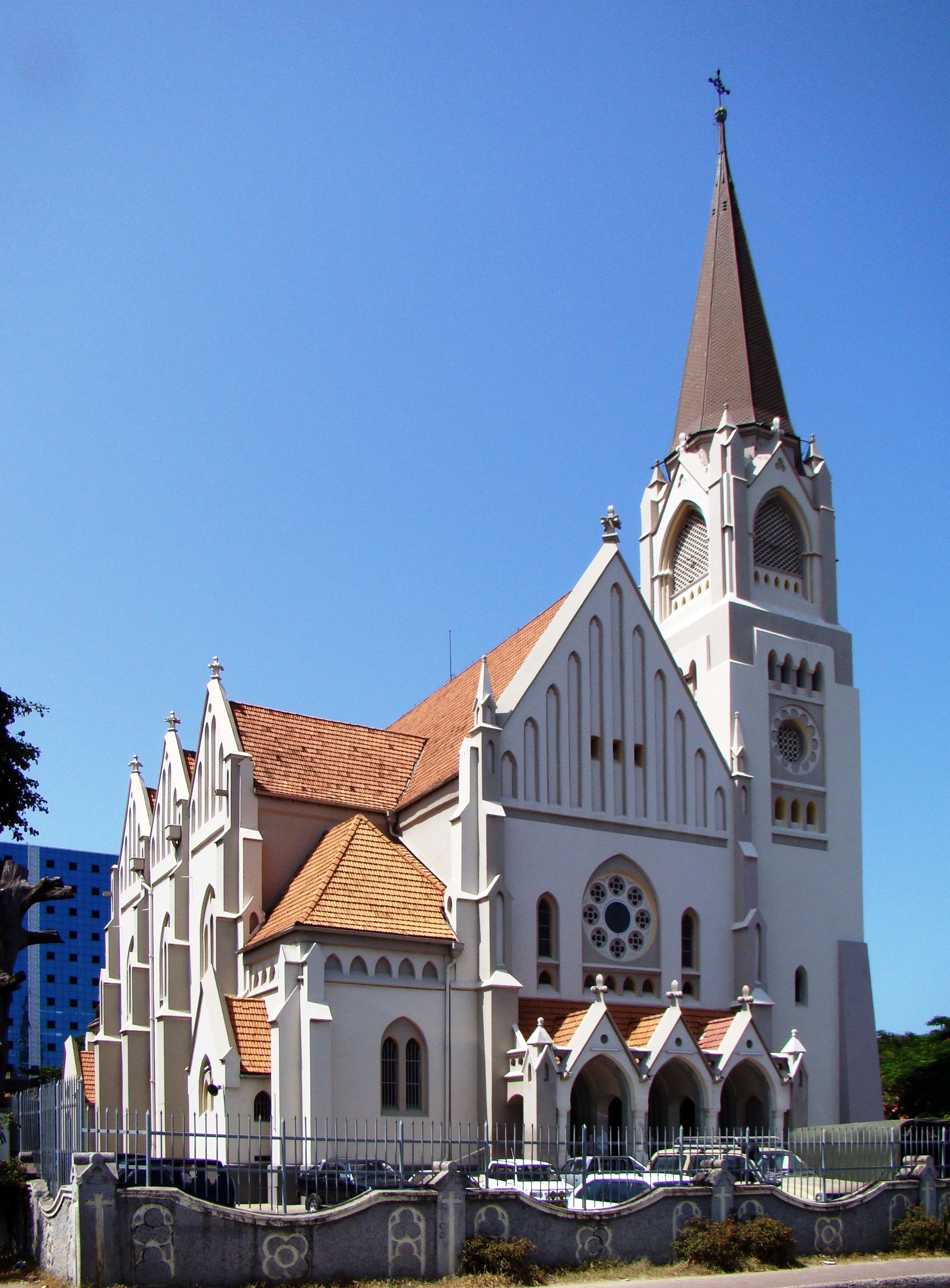
Sint-Jozefkathedraal van Dar-es-Salaam

De Katholieke Kerk in Tanzania is een onderdeel van de wereldwijde Rooms-Katholieke Kerk, onder het geestelijk leiderschap van de paus en de curie in Rome.
In 2005 waren ongeveer 9.995.000 (29%) inwoners van Tanzania lid van de Katholieke Kerk. Tanzania bestaat uit 33 bisdommen, waaronder zeven aartsbisdommen, verdeeld over zeven kerkprovincies. De bisschoppen zijn lid van de bisschoppenconferentie van Tanzania. President van de bisschoppenconferentie is Juda Thadaeus Ruwa’ichi, aartsbisschop van Mwanza. Verder is men lid van de Association of Member Episcopal Conferences in Eastern Africa en de Symposium des Conférences Episcoaples d’Afrique et de Madagascar.
Tanzania heeft twee kardinaal-electors; Polycarp Pengo, voormalig aartsbisschop van Dar-es-Salaam en Protase Rugambwa, aartsbisschop-coadjutor van Tabora.
Apostolisch nuntius voor Tanzania is aartsbisschop Angelo Accattino.
Paus Johannes Paulus II bezocht van 1 tot 5 september 1990 het land en deed Dar es Salaam, Mwanza, Tabora en Moshi aan.

## Bisdommen

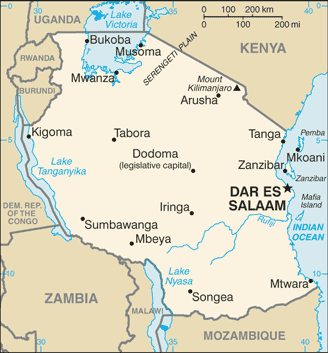
Tanzania

| - Aartsbisdom - Bisdom |

- Arusha
  - Mbulu
  - Moshi
  - Same
- Dar es Salaam
  - Mahenge
  - Morogoro
  - Tanga
  - Zanzibar
- Dodoma
  - Kondoa
  - Singida
- Mbeya
  - Iringa
  - Sumbawanga
- Mwanza
  - Bukoba
  - Bunda
  - Geita
  - Kayanga
  - Musoma
  - Rulenge-Ngara
  - Shinyanga
- Songea
  - Lindi
  - Mbinga
  - Mtwara
  - Njombe
  - Tunduru-Masasi
- Tabora
  - Kahama
  - Kigoma
  - Mpanda

## Nuntius
- Apostolisch pro-nuntius
  - Aartsbisschop Pierluigi Sartorelli (19 april 1968 – 22 december 1970)
  - Aartsbisschop Franco Brambilla (24 december 1970 – 21 november 1981)
  - Aartsbisschop Gian Vincenzo Moreni (29 april 1982 – 8 september 1990)
  - Aartsbisschop Agostino Marchetto (7 december 1990 – 18 mei 1994)
- Apostolisch nuntius
  - Aartsbisschop Francisco-Javier Lozano Sebastián (9 juli 1994 – 20 maart 1999)
  - Aartsbisschop Luigi Pezzuto (22 mei 1999 – 2 april 2005)
  - Aartsbisschop Joseph Chennoth (15 juni 2005 – 15 augustus 2011)
  - Aartsbisschop Francisco Padilla (10 november 2011 – 5 april 2016)
  - Aartsbisschop Marek Solczyński (25 april 2017 – 2 februari 2022)
  - Aartsbisschop Angelo Accattino (2 januari 2023 – heden)